# Ust'-Ščuger
Ust'-Ščuger (in russo Усть-Щугер?; in passato Ust'-Ščugor, in russo Усть-Щугор?; in komi: Тшугӧр Tšugör) è una località rurale nella Repubblica dei Komi, in Russia.
È posta a un'altitudine di 85 m sul livello del mare alla confluenza dei fiumi Pečora e Ščugor. Detiene il primato di temperatura più bassa mai raggiunta in Europa: −58,1 °C, registrata il 31 dicembre 1978. Il fiume Ščugor, che si trova nelle vicinanze, era un tempo una via di comunicazione secondaria con la Siberia, permettendo l'attraversamento degli Urali per raggiungere la Severnaja Sos'va e l'Ob'.